# Antonio de Brugada

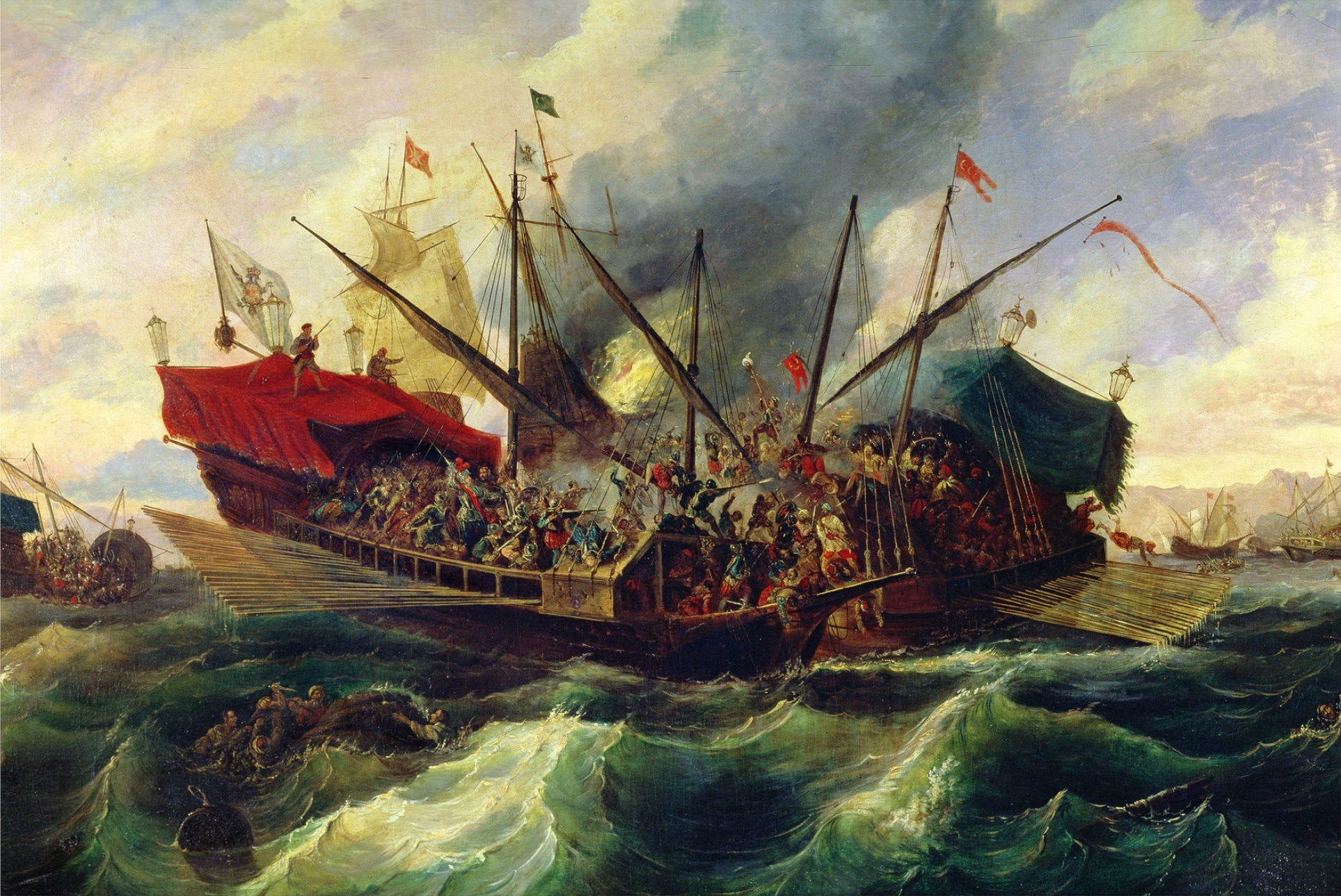
La battaglia di Lepanto (olio su tela, Museo Marittimo di Barcellona).

Antonio de Brugada (Madrid, 1804 – San Sebastián, 1863) è stato un pittore spagnolo.

## Biografia
Ha studiato alla Scuole di Belle Arti di San Fernando, a Madrid, dove si diplomò nel 1821. Nel 1820 si arruola nella Milizia di Madrid, ma la sua attività politica lo forza a riparare in Francia nel 1823. Stabilitosi a Bordeaux, conosce poco dopo Francisco Goya che si sposta nella stessa città. Fra i due artisti si crea una profonda amicizia, anche a causa dell'attivismo politico di entrambi
Nel 1828, dopo la morte di Goya, rientra a Madrid per fare l'inventario dei quadri di Goya alla Quinta del Sordo, su richiesta del figlio di quest'ultimo. Tornato in Francia, Antonio de Brugada continua la sua evoluzione artistica, incarnando l'ideale romantico dell'artista liberale, impegnato politicamente contro la tirannia e costretto all'esilio per le sue idee. Finalmente rientra in Spagna nel 1834.
L'opera di Brugada è centrata sul genere del paesaggio e delle marine. Nel 1856 e nel 1858 partecipò in Spagna all'Esposizione Nazionale di Belle Arti, ottenendo la menzione onorifica e in seguito, la menzione onorifica di seconda classe.  La sezione storica dell'Esposizione Nazionale di Belle Arti espose il quadro di Brugada intitolato Sepoltura di Goya en Bordeaux nel 1892. La regina Isabella II di Spagna lo accolse come pittore di corte ed oggi le sue marine a tema storico si dividono a Madrid fra il Museo Navale, il Palazzo Reale e la Fundación Santamarca.